# Carl Brewer
Carl Thomas Brewer, född 21 oktober 1938 i Toronto i Kanada, död där 25 augusti 2001, var en kanadensisk professionell ishockeyback som tillbringade tolv säsonger i den nordamerikanska ishockeyligan National Hockey League (NHL), där han spelade för Toronto Maple Leafs, Detroit Red Wings och St. Louis Blues. Han producerade 223 poäng (25 mål och 198 assists) samt drog på sig 1 037 utvisningsminuter på 604 grundspelsmatcher.
Han spelade också för Toronto Toros i World Hockey Association (WHA), Rochester Americans och New Brunswick Hawks i American Hockey League (AHL), Muskegon Mohawks i International Hockey League (IHL), HIFK Hockey i SM-sarja samt Toronto Marlboros i Ontario Hockey Association (OHA).
Brewer vann tre raka Stanley Cup-titlar med Maple Leafs för säsongerna 1961-1962, 1962-1963 och 1963-1964.
Brewer avled 2001 vid 62 års ålder.

## Statistik
| 1955–1956  | Toronto Marlboros   | OHA         | 10          | 1           | 3           | 4           | 6           | 11          | 3           | 5           | 8           | 10          |
| 1956–1957  | Toronto Marlboros   | OHA         | 48          | 8           | 24          | 32          | 154         | 9           | 4           | 3           | 7           | 33          |
| 1957–1958  | Toronto Maple Leafs | NHL         | 2           | 0           | 0           | 0           | 0           | —           | —           | —           | —           | —           |
|            | Toronto Marlboros   | OHA         | 49          | 10          | 38          | 48          | 212         | 13          | 3           | 9           | 12          | 75          |
| 1958–1959  | Toronto Maple Leafs | NHL         | 69          | 3           | 21          | 24          | 125         | 12          | 0           | 6           | 6           | 40          |
|            | Rochester Americans | AHL         | 1           | 0           | 1           | 1           | 2           | —           | —           | —           | —           | —           |
| 1959–1960  | Toronto Maple Leafs | NHL         | 67          | 4           | 19          | 23          | 150         | 10          | 2           | 3           | 5           | 16          |
| 1960–1961  | Toronto Maple Leafs | NHL         | 51          | 1           | 14          | 15          | 92          | 5           | 0           | 0           | 0           | 4           |
| 1961–1962  | Toronto Maple Leafs | NHL         | 67          | 1           | 22          | 23          | 89          | 8           | 0           | 2           | 2           | 22          |
| 1962–1963  | Toronto Maple Leafs | NHL         | 70          | 2           | 23          | 25          | 168         | 10          | 0           | 1           | 1           | 12          |
| 1963–1964  | Toronto Maple Leafs | NHL         | 57          | 4           | 9           | 13          | 114         | 12          | 0           | 1           | 1           | 30          |
| 1964–1965  | Toronto Maple Leafs | NHL         | 70          | 4           | 23          | 27          | 177         | 6           | 1           | 2           | 3           | 12          |
| 1965–1967  | Spelade ej.         | Spelade ej. | Spelade ej. | Spelade ej. | Spelade ej. | Spelade ej. | Spelade ej. | Spelade ej. | Spelade ej. | Spelade ej. | Spelade ej. | Spelade ej. |
| 1967–1968  | Muskegon Mohawks    | IHL         | 63          | 15          | 55          | 68          | 82          | 9           | 3           | 9           | 12          | 4           |
| 1968–1969  | HIFK Hockey         | SM-sarja    | 20          | 4           | 14          | 18          | 53          | —           | —           | —           | —           | —           |
| 1969–1970  | Detroit Red Wings   | NHL         | 70          | 2           | 37          | 39          | 51          | 4           | 0           | 0           | 0           | 2           |
| 1970–1971  | St. Louis Blues     | NHL         | 19          | 2           | 9           | 11          | 29          | 5           | 0           | 2           | 2           | 8           |
| 1971–1972  | St. Louis Blues     | NHL         | 42          | 2           | 16          | 18          | 40          | —           | —           | —           | —           | —           |
| 1972–1973  | Spelade ej.         | Spelade ej. | Spelade ej. | Spelade ej. | Spelade ej. | Spelade ej. | Spelade ej. | Spelade ej. | Spelade ej. | Spelade ej. | Spelade ej. | Spelade ej. |
| 1973–1974  | Toronto Toros       | WHA         | 77          | 2           | 23          | 25          | 42          | 12          | 0           | 4           | 4           | 11          |
| 1974–1979  | Spelade ej.         | Spelade ej. | Spelade ej. | Spelade ej. | Spelade ej. | Spelade ej. | Spelade ej. | Spelade ej. | Spelade ej. | Spelade ej. | Spelade ej. | Spelade ej. |
| 1979–1980  | Toronto Maple Leafs | NHL         | 20          | 0           | 5           | 5           | 2           | —           | —           | —           | —           | —           |
|            | New Brunswick Hawks | AHL         | 3           | 0           | 0           | 0           | 0           | —           | —           | —           | —           | —           |
| NHL totalt | NHL totalt          | NHL totalt  | 604         | 25          | 198         | 223         | 1037        | 72          | 3           | 17          | 20          | 146         |
| OHA totalt | OHA totalt          | OHA totalt  | 107         | 19          | 65          | 84          | 372         | 33          | 10          | 17          | 27          | 118         |